# Стародубец, Ольга Мартыновна
Ольга Мартыновна Стародубец (18 августа 1930, Бузовка, Днепропетровский округ — 12 января 2007, Ждановка, Днепропетровская область) — передовик советского сельского хозяйства, звеньевая колхоза «Гигант» Магдалиновского района Днепропетровской области. Герой Социалистического Труда (1966).

## Биография
Родилась 18 августа 1930 года в селе Бузовка (ныне Магдалиновского района Днепропетровской области) в украинской крестьянской семье.
В 1933 году вся семья переехала в село Ждановка Магдалиновского района.
В период Великой Отечественной войны проживала на оккупированной территории. После освобождения, с 1945 года, в возрасте пятнадцать лет начала работать в местном колхозе. Была назначена звеньевой комплексной бригады по выращиванию сахарной свёклы в колхозе «Гигант». Поэтапно добивалась увеличения производственных результатов, постоянно становилась победителем социалистического соревнования в районе и области.
Указом Президиума Верховного Совета СССР от 23 июня 1966 года за получение высоких показателей в сельском хозяйстве и рекордные урожаи свёклы Олге Мартыновне Стародубец было присвоено звание Героя Социалистического Труда с вручением ордена Ленина и медали «Серп и Молот».
Продолжала трудиться в колхозе звеньевой до выхода на заслуженный отдых.
Проживала в селе Ждановка. Умерла 12 января 2007 года, похоронена на сельском кладбище.

## Награды
- золотая звезда «Серп и Молот» (23.06.1966);
- орден Ленина (23.06.1966);
- Орден Октябрьской Революции (08.12.1973);
- другие медали.